# لو سامين 2025
لو سامين 2025 (بالفرنسية: Le Samyn 2025) هو سباق دراجات هوائية من فئة  1.1، وهو الموسم السابع والخمسين من لو سامين، وأقيم في 4 مارس 2025 ضمن سباقات طواف أوروبا للدراجات 2025.
فاز بالمركز الأول ماثيو فان دير بيل، وحلَّ في المركز الثاني Paul Magnier ‏، بينما جاء Émilien Jeannière ‏ في المركز الثالث.

## الفرق
| فرق عالمية (9)- Intermarché-Wanty - Arkéa-B&B Hotels - Alpecin-Deceuninck - XDS Astana Team - Team Picnic-PostNL - Groupama-FDJ - Bahrain-Victorious - Lidl-Trek - Soudal Quick-Step فرق برو (9)- Lotto - Team TotalEnergies - أونو-إكس موبيليتي ‏ - تيم نوفو نورديسك ‏ - أوسكالتيل أوسكادي 2025 ‏ - Unibet Tietema Rockets ‏ - بنجوال باوليز ساوكس دبليو بي ‏ - سبورت فلاندرين بالويس ‏ - Israel-Premier Tech فرق قارية (7)- Van Rysel–Roubaix ‏ - سوبرانو هام ايزوريكس ‏ - Team Lotto–Kern Haus ‏ - بيت سايكلنج ‏ - Illes Balears Arabay Cycling ‏ - فولكر ويسيلز سيلينج تيم ‏ - Diftar Continental Cyclingteam ‏ |  |
| |  |

## المشاركون
| Intermarché-Wanty IWA | Intermarché-Wanty IWA | Intermarché-Wanty IWA |
| --------------------- | --------------------- | --------------------- |
| م                     | عداء                  | مرتبة                 |
| 1                     | Laurenz Rex ‏          | لم يكمل السباق        |
| 2                     | Huub Artz ‏            | 113                   |
| 3                     | أدريان بيتي           | 84                    |
| 4                     | آرنه ماريت ‏           | 12                    |
| 5                     | Luca Van Boven ‏       | 15                    |
| 6                     | Taco van der Hoorn ‏   | 89                    |
| 7                     | Gijs Van Hoecke ‏      | 92                    |

| Arkéa-B&B Hotels ARK | Arkéa-B&B Hotels ARK | Arkéa-B&B Hotels ARK |
| -------------------- | -------------------- | -------------------- |
| م                    | عداء                 | مرتبة                |
| 11                   | فلوريان سينيشال      | 54                   |
| 12                   | جينثي بيرمانز ‏       | 4                    |
| 13                   | أموري كابيو          | 9                    |
| 14                   | Baptiste Gillet ‏     | 68                   |

| Arkéa–B&B Hôtels Continentale ‏ ___ | Arkéa–B&B Hôtels Continentale ‏ ___ | Arkéa–B&B Hôtels Continentale ‏ ___ |
| ---------------------------------- | ---------------------------------- | ---------------------------------- |
| م                                  | عداء                               | مرتبة                              |
| 15                                 | Swann Gloux ‏                       | 132                                |

| Arkéa-B&B Hotels ARK | Arkéa-B&B Hotels ARK | Arkéa-B&B Hotels ARK |
| -------------------- | -------------------- | -------------------- |
| م                    | عداء                 | مرتبة                |
| 16                   | Luca Mozzato ‏        | 63                   |

| Arkéa–B&B Hôtels Continentale ‏ ___ | Arkéa–B&B Hôtels Continentale ‏ ___ | Arkéa–B&B Hôtels Continentale ‏ ___ |
| ---------------------------------- | ---------------------------------- | ---------------------------------- |
| م                                  | عداء                               | مرتبة                              |
| 17                                 | Emmanuel Houcou ‏                   | 95                                 |

| Alpecin-Deceuninck ADC | Alpecin-Deceuninck ADC | Alpecin-Deceuninck ADC |
| ---------------------- | ---------------------- | ---------------------- |
| م                      | عداء                   | مرتبة                  |
| 21                     | ماثيو فان دير بيل      | 1                      |
| 22                     | سيمون دهيرز ‏           | لم يكمل السباق         |
| 23                     | صموئيل غيز ‏            | 55                     |
| 24                     | Timo Kielich ‏          | 23                     |
| 25                     | Sente Sentjens ‏        | لم يكمل السباق         |
| 26                     | Stan Van Tricht ‏       | 33                     |
| 27                     | BEL                    | 133                    |

| XDS Astana Team XAT | XDS Astana Team XAT | XDS Astana Team XAT |
| ------------------- | ------------------- | ------------------- |
| م                   | عداء                | مرتبة               |
| 31                  | Yevgeniy Fedorov ‏   | 22                  |
| 32                  | آرون جيت            | 25                  |
| 33                  | Michele Gazzoli ‏    | لم يكمل السباق      |
| 34                  | ماكس كانتر          | 137                 |
| 35                  | Alessandro Romele ‏  | 8                   |
| 36                  | Gleb Syritsa ‏       | 119                 |
| 37                  | Lev Gonov ‏          | 122                 |

| Team Picnic-PostNL DFP | Team Picnic-PostNL DFP | Team Picnic-PostNL DFP |
| ---------------------- | ---------------------- | ---------------------- |
| م                      | عداء                   | مرتبة                  |
| 41                     | Christiaan van Rees‏    | 116                    |
| 42                     | Pavel Bittner ‏         | لم يكمل السباق         |
| 43                     | Patrick Eddy ‏          | 124                    |
| 44                     | الكسندر ادموندسون      | لم يكمل السباق         |
| 45                     | Ryan Gal ‏              | 123                    |
| 46                     | Tim Naberman ‏          | 108                    |
| 47                     | Casper van Uden ‏       | 26                     |

| Groupama-FDJ GFC | Groupama-FDJ GFC   | Groupama-FDJ GFC |
| ---------------- | ------------------ | ---------------- |
| م                | عداء               | مرتبة            |
| 51               | Cyril Barthe ‏      | 48               |
| 52               | Lewis Askey ‏       | 5                |
| 53               | أوليفييه لو جاك    | 47               |
| 54               | Eddy Le Huitouze ‏  | 85               |
| 55               | Clément Davy ‏      | 38               |
| 56               | NZL                | 78               |
| 57               | Sven Erik Bystrøm ‏ | 76               |

| Bahrain Victorious TBV | Bahrain Victorious TBV | Bahrain Victorious TBV |
| ---------------------- | ---------------------- | ---------------------- |
| م                      | عداء                   | مرتبة                  |
| 61                     | Alberto Bruttomesso ‏   | 72                     |
| 62                     | Nicolò Buratti ‏        | 18                     |
| 63                     | Roman Ermakov ‏         | 31                     |
| 64                     | Žak Eržen ‏             | 50                     |
| 65                     | Daniel Skerl ‏          | لم يكمل السباق         |
| 66                     | Vlad Van Mechelen ‏     | 13                     |
| 67                     | Fran Miholjević ‏       | 100                    |

| Lidl-Trek LTK | Lidl-Trek LTK        | Lidl-Trek LTK |
| ------------- | -------------------- | ------------- |
| م             | عداء                 | مرتبة         |
| 71            | Tim Torn Teutenberg ‏ | 24            |
| 72            | Tim Declercq ‏        | 74            |
| 73            | Martin Pedersen ‏     | 130           |
| 74            | DEN                  | 127           |
| 75            | Jakob Söderqvist ‏    | 106           |
| 76            | Sebastian Grindley ‏  | 73            |

| Soudal Quick-Step SOQ | Soudal Quick-Step SOQ | Soudal Quick-Step SOQ |
| --------------------- | --------------------- | --------------------- |
| م                     | عداء                  | مرتبة                 |
| 81                    | Paul Magnier ‏         | 2                     |
| 82                    | Gil Gelders ‏          | 46                    |
| 83                    | Ayco Bastiaens ‏       | 83                    |
| 84                    | Lars Vanden Heede ‏    | 36                    |
| 85                    | Martin Svrček ‏        | 77                    |
| 86                    | Warre Vangheluwe ‏     | 111                   |
| 87                    | Jordi Warlop ‏         | 43                    |

| Lotto LOT | Lotto LOT               | Lotto LOT |
| --------- | ----------------------- | --------- |
| م         | عداء                    | مرتبة     |
| 91        | ارنو دي لاي             | 14        |
| 92        | جاسبر دي بويست          | 59        |
| 93        | Steffen De Schuyteneer ‏ | 91        |
| 94        | Alec Segaert ‏           | 19        |
| 95        | Cédric Beullens ‏        | 58        |
| 96        | برنت فان موير           | 136       |
| 97        | Mathieu Kockelmann ‏     | 102       |

| Team TotalEnergies TEN | Team TotalEnergies TEN | Team TotalEnergies TEN |
| ---------------------- | ---------------------- | ---------------------- |
| م                      | عداء                   | مرتبة                  |
| 101                    | Alexys Brunel ‏         | 70                     |
| 102                    | Sandy Dujardin ‏        | 52                     |
| 103                    | Thomas Gachignard ‏     | 56                     |
| 104                    | Emilien Jeannière ‏     | 3                      |
| 105                    | صموئيل لورو ‏           | 82                     |
| 106                    | أنتوني تورجيس          | 64                     |
| 107                    | Florian Dauphin ‏       | 62                     |

| أونو-إكس موبيليتي ‏ UXM | أونو-إكس موبيليتي ‏ UXM     | أونو-إكس موبيليتي ‏ UXM |
| ---------------------- | -------------------------- | ---------------------- |
| م                      | عداء                       | مرتبة                  |
| 111                    | Erik Resell ‏               | 20                     |
| 112                    | William Blume Levy ‏        | 98                     |
| 113                    | Rasmus Bøgh Wallin ‏        | 90                     |
| 114                    | Stian Fredheim ‏            | 6                      |
| 115                    | Jonas Iversby Hvideberg ‏   | 53                     |
| 116                    | Henrik Pedersen (cyclist) ‏ | 35                     |
| 117                    | Erlend Blikra ‏             | 61                     |

| تيم نوفو نورديسك ‏ TNN | تيم نوفو نورديسك ‏ TNN    | تيم نوفو نورديسك ‏ TNN |
| --------------------- | ------------------------ | --------------------- |
| م                     | عداء                     | مرتبة                 |
| 121                   | Hamish Beadle ‏           | لم يكمل السباق        |
| 122                   | Quinten De Graeve ‏       | 120                   |
| 123                   | Declan Irvine ‏           | 117                   |
| 124                   | Matyáš Kopecký ‏          | 11                    |
| 125                   | Alessandro Perracchione ‏ | لم يكمل السباق        |
| 126                   | Umberto Poli (cyclist) ‏  | لم يكمل السباق        |
| 127                   | Filippo Ridolfo ‏         | 75                    |

| أوسكالتيل أوسكادي ‏ EUS | أوسكالتيل أوسكادي ‏ EUS    | أوسكالتيل أوسكادي ‏ EUS |
| ---------------------- | ------------------------- | ---------------------- |
| م                      | عداء                      | مرتبة                  |
| 131                    | Xabier Isasa ‏             | 125                    |
| 132                    | Andoni López de Abetxuko ‏ | لم يكمل السباق         |
| 134                    | Paul Hennequin ‏           | 105                    |
| 135                    | ESP                       | لم يكمل السباق         |
| 136                    | Xabier Berasategi ‏        | 135                    |
| 137                    | Gotzon Martín ‏            | 37                     |

| Unibet Tietema Rockets ‏ RKT | Unibet Tietema Rockets ‏ RKT | Unibet Tietema Rockets ‏ RKT |
| --------------------------- | --------------------------- | --------------------------- |
| م                           | عداء                        | مرتبة                       |
| 141                         | Axel Huens ‏                 | 21                          |
| 142                         | Davide Bomboi ‏              | 51                          |
| 143                         | Jelle Johannink ‏            | 129                         |
| 144                         | Joren Bloem ‏                | 60                          |
| 145                         | مارتين بودينغ ‏              | 81                          |
| 146                         | Lukáš Kubiš ‏                | 10                          |
| 147                         | Tomáš Kopecký (cyclist) ‏    | 57                          |

| بنجوال باوليز ساوكس دبليو بي ‏ WB2 | بنجوال باوليز ساوكس دبليو بي ‏ WB2 | بنجوال باوليز ساوكس دبليو بي ‏ WB2 |
| --------------------------------- | --------------------------------- | --------------------------------- |
| م                                 | عداء                              | مرتبة                             |
| 151                               | بيير باربييه                      | 87                                |
| 152                               | Jelle Vermoote ‏                   | لم يكمل السباق                    |
| 153                               | Cériel Desal ‏                     | 44                                |
| 154                               | Quentin Bezza ‏                    | 109                               |
| 155                               | لويك فليجن                        | 112                               |
| 156                               | Henri-François Haquin ‏            | 49                                |
| 157                               | Kenneth Van Rooy ‏                 | 67                                |

| سبورت فلاندرين بالويس ‏ TFB | سبورت فلاندرين بالويس ‏ TFB | سبورت فلاندرين بالويس ‏ TFB |
| -------------------------- | -------------------------- | -------------------------- |
| م                          | عداء                       | مرتبة                      |
| 161                        | Jules Hesters ‏             | 16                         |
| 162                        | Tom Crabbe ‏                | 97                         |
| 163                        | Brem Deman ‏                | 86                         |
| 164                        | Ward Vanhoof ‏              | 17                         |
| 165                        | Dylan Vandenstorme ‏        | 39                         |
| 166                        | Noah Vandenbranden ‏        | 94                         |
| 167                        | Victor Vercouillie ‏        | 80                         |

| Israel-Premier Tech IPT | Israel-Premier Tech IPT | Israel-Premier Tech IPT |
| ----------------------- | ----------------------- | ----------------------- |
| م                       | عداء                    | مرتبة                   |
| 171                     | هوغو هوفستيتر           | 7                       |
| 172                     | توم فان أسبروك          | 27                      |
| 173                     | Floris Van Tricht ‏      | 28                      |
| 174                     | Jens Verbrugghe ‏        | 30                      |
| 175                     | Kiaan Watts ‏            | لم يكمل السباق          |
| 176                     | Euan Woodliffe‏          | 118                     |
| 177                     | Dylan Bibic ‏            | لم يكمل السباق          |

| Van Rysel–Roubaix ‏ VRR | Van Rysel–Roubaix ‏ VRR | Van Rysel–Roubaix ‏ VRR |
| ---------------------- | ---------------------- | ---------------------- |
| م                      | عداء                   | مرتبة                  |
| 181                    | Rait Ärm ‏              | 114                    |
| 182                    | Daniel Årnes ‏          | 131                    |
| 183                    | FRA                    | 69                     |
| 184                    | ايمانويل مورين         | 96                     |
| 185                    | بابتيست بلانكايرت      | 32                     |
| 186                    | Valentin Tabellion ‏    | لم يكمل السباق         |
| 187                    | Killian Théot ‏         | 99                     |

| سوبرانو هام ايزوريكس ‏ TIS | سوبرانو هام ايزوريكس ‏ TIS | سوبرانو هام ايزوريكس ‏ TIS |
| ------------------------- | ------------------------- | ------------------------- |
| م                         | عداء                      | مرتبة                     |
| 191                       | تيموثي دوبونت             | لم يكمل السباق            |
| 192                       | Mauro Verwilt ‏            | 29                        |
| 193                       | Alex Vandenbulcke ‏        | 107                       |
| 194                       | Lennert Teugels ‏          | 34                        |
| 195                       | BEL                       | 126                       |
| 196                       | Arne Santy ‏               | 40                        |
| 197                       | Robbe Claeys‏              | 71                        |

| Team Lotto–Kern Haus ‏ LKH | Team Lotto–Kern Haus ‏ LKH | Team Lotto–Kern Haus ‏ LKH |
| ------------------------- | ------------------------- | ------------------------- |
| م                         | عداء                      | مرتبة                     |
| 201                       | Joshua Huppertz ‏          | لم يكمل السباق            |
| 202                       | Joseph Cosgrove‏           | لم يكمل السباق            |
| 203                       | Louis Grupp‏               | لم يكمل السباق            |
| 205                       | Alexandre Kess ‏           | لم يكمل السباق            |
| 206                       | GER                       | 93                        |
| 207                       | Mil Morang ‏               | 88                        |

| بيت سايكلنج ‏ BCY | بيت سايكلنج ‏ BCY      | بيت سايكلنج ‏ BCY |
| ---------------- | --------------------- | ---------------- |
| م                | عداء                  | مرتبة            |
| 211              | Martijn Tusveld ‏      | لم يكمل السباق   |
| 212              | Michiel Coppens ‏      | لم يكمل السباق   |
| 213              | NED                   | لم يكمل السباق   |
| 214              | Robbe Mellaerts‏       | 121              |
| 215              | Mārtiņš Pluto ‏        | 42               |
| 216              | Bram Dissel‏           | 101              |
| 217              | Hidde van Veenendaal ‏ | 115              |

| Illes Balears Arabay Cycling ‏ IBA | Illes Balears Arabay Cycling ‏ IBA | Illes Balears Arabay Cycling ‏ IBA |
| --------------------------------- | --------------------------------- | --------------------------------- |
| م                                 | عداء                              | مرتبة                             |
| 221                               | ESP                               | لم يكمل السباق                    |
| 222                               | ESP                               | لم يكمل السباق                    |
| 223                               | Asier Pablo González‏              | لم يكمل السباق                    |
| 224                               | ESP                               | لم يكمل السباق                    |
| 225                               | Pau Llaneras ‏                     | لم يكمل السباق                    |
| 226                               | ESP                               | 134                               |
| 227                               | ESP                               | 66                                |

| فولكر ويسيلز سيلينج تيم ‏ VWT | فولكر ويسيلز سيلينج تيم ‏ VWT | فولكر ويسيلز سيلينج تيم ‏ VWT |
| ---------------------------- | ---------------------------- | ---------------------------- |
| م                            | عداء                         | مرتبة                        |
| 231                          | Thimo Willems ‏               | لم يكمل السباق               |
| 232                          | Coen Vermeltfoort ‏           | 110                          |
| 233                          | Stijn Daemen ‏                | 104                          |
| 234                          | تيمو دي جونغ ‏                | 79                           |
| 235                          | Jasper Haest ‏                | 65                           |
| 236                          | Max Kroonen ‏                 | لم يكمل السباق               |
| 237                          | Tim Marsman ‏                 | 41                           |

| Diftar Continental Cyclingteam ‏ SWY | Diftar Continental Cyclingteam ‏ SWY | Diftar Continental Cyclingteam ‏ SWY |
| ----------------------------------- | ----------------------------------- | ----------------------------------- |
| م                                   | عداء                                | مرتبة                               |
| 241                                 | Rick Ottema ‏                        | 45                                  |
| 242                                 | Peter Schulting ‏                    | لم يكمل السباق                      |
| 243                                 | Guillaume Visser‏                    | 103                                 |
| 244                                 | Quinten Veling ‏                     | 138                                 |
| 245                                 | Marvin Peters‏                       | 128                                 |
| 246                                 | NED                                 | لم يكمل السباق                      |
| 247                                 | Cas van der Veen‏                    | لم يكمل السباق                      |

| Intermarché-Wanty IWA | Intermarché-Wanty IWA | Intermarché-Wanty IWA |
| --------------------- | --------------------- | --------------------- |
| م                     | عداء                  | مرتبة                 |
| 1                     | Laurenz Rex ‏          | لم يكمل السباق        |
| 2                     | Huub Artz ‏            | 113                   |
| 3                     | أدريان بيتي           | 84                    |
| 4                     | آرنه ماريت ‏           | 12                    |
| 5                     | Luca Van Boven ‏       | 15                    |
| 6                     | Taco van der Hoorn ‏   | 89                    |
| 7                     | Gijs Van Hoecke ‏      | 92                    |

| Arkéa-B&B Hotels ARK | Arkéa-B&B Hotels ARK | Arkéa-B&B Hotels ARK |
| -------------------- | -------------------- | -------------------- |
| م                    | عداء                 | مرتبة                |
| 11                   | فلوريان سينيشال      | 54                   |
| 12                   | جينثي بيرمانز ‏       | 4                    |
| 13                   | أموري كابيو          | 9                    |
| 14                   | Baptiste Gillet ‏     | 68                   |

| Arkéa–B&B Hôtels Continentale ‏ ___ | Arkéa–B&B Hôtels Continentale ‏ ___ | Arkéa–B&B Hôtels Continentale ‏ ___ |
| ---------------------------------- | ---------------------------------- | ---------------------------------- |
| م                                  | عداء                               | مرتبة                              |
| 15                                 | Swann Gloux ‏                       | 132                                |

| Arkéa-B&B Hotels ARK | Arkéa-B&B Hotels ARK | Arkéa-B&B Hotels ARK |
| -------------------- | -------------------- | -------------------- |
| م                    | عداء                 | مرتبة                |
| 16                   | Luca Mozzato ‏        | 63                   |

| Arkéa–B&B Hôtels Continentale ‏ ___ | Arkéa–B&B Hôtels Continentale ‏ ___ | Arkéa–B&B Hôtels Continentale ‏ ___ |
| ---------------------------------- | ---------------------------------- | ---------------------------------- |
| م                                  | عداء                               | مرتبة                              |
| 17                                 | Emmanuel Houcou ‏                   | 95                                 |

| Alpecin-Deceuninck ADC | Alpecin-Deceuninck ADC | Alpecin-Deceuninck ADC |
| ---------------------- | ---------------------- | ---------------------- |
| م                      | عداء                   | مرتبة                  |
| 21                     | ماثيو فان دير بيل      | 1                      |
| 22                     | سيمون دهيرز ‏           | لم يكمل السباق         |
| 23                     | صموئيل غيز ‏            | 55                     |
| 24                     | Timo Kielich ‏          | 23                     |
| 25                     | Sente Sentjens ‏        | لم يكمل السباق         |
| 26                     | Stan Van Tricht ‏       | 33                     |
| 27                     | BEL                    | 133                    |

| XDS Astana Team XAT | XDS Astana Team XAT | XDS Astana Team XAT |
| ------------------- | ------------------- | ------------------- |
| م                   | عداء                | مرتبة               |
| 31                  | Yevgeniy Fedorov ‏   | 22                  |
| 32                  | آرون جيت            | 25                  |
| 33                  | Michele Gazzoli ‏    | لم يكمل السباق      |
| 34                  | ماكس كانتر          | 137                 |
| 35                  | Alessandro Romele ‏  | 8                   |
| 36                  | Gleb Syritsa ‏       | 119                 |
| 37                  | Lev Gonov ‏          | 122                 |

| Team Picnic-PostNL DFP | Team Picnic-PostNL DFP | Team Picnic-PostNL DFP |
| ---------------------- | ---------------------- | ---------------------- |
| م                      | عداء                   | مرتبة                  |
| 41                     | Christiaan van Rees‏    | 116                    |
| 42                     | Pavel Bittner ‏         | لم يكمل السباق         |
| 43                     | Patrick Eddy ‏          | 124                    |
| 44                     | الكسندر ادموندسون      | لم يكمل السباق         |
| 45                     | Ryan Gal ‏              | 123                    |
| 46                     | Tim Naberman ‏          | 108                    |
| 47                     | Casper van Uden ‏       | 26                     |

| Groupama-FDJ GFC | Groupama-FDJ GFC   | Groupama-FDJ GFC |
| ---------------- | ------------------ | ---------------- |
| م                | عداء               | مرتبة            |
| 51               | Cyril Barthe ‏      | 48               |
| 52               | Lewis Askey ‏       | 5                |
| 53               | أوليفييه لو جاك    | 47               |
| 54               | Eddy Le Huitouze ‏  | 85               |
| 55               | Clément Davy ‏      | 38               |
| 56               | NZL                | 78               |
| 57               | Sven Erik Bystrøm ‏ | 76               |

| Bahrain Victorious TBV | Bahrain Victorious TBV | Bahrain Victorious TBV |
| ---------------------- | ---------------------- | ---------------------- |
| م                      | عداء                   | مرتبة                  |
| 61                     | Alberto Bruttomesso ‏   | 72                     |
| 62                     | Nicolò Buratti ‏        | 18                     |
| 63                     | Roman Ermakov ‏         | 31                     |
| 64                     | Žak Eržen ‏             | 50                     |
| 65                     | Daniel Skerl ‏          | لم يكمل السباق         |
| 66                     | Vlad Van Mechelen ‏     | 13                     |
| 67                     | Fran Miholjević ‏       | 100                    |

| Lidl-Trek LTK | Lidl-Trek LTK        | Lidl-Trek LTK |
| ------------- | -------------------- | ------------- |
| م             | عداء                 | مرتبة         |
| 71            | Tim Torn Teutenberg ‏ | 24            |
| 72            | Tim Declercq ‏        | 74            |
| 73            | Martin Pedersen ‏     | 130           |
| 74            | DEN                  | 127           |
| 75            | Jakob Söderqvist ‏    | 106           |
| 76            | Sebastian Grindley ‏  | 73            |

| Soudal Quick-Step SOQ | Soudal Quick-Step SOQ | Soudal Quick-Step SOQ |
| --------------------- | --------------------- | --------------------- |
| م                     | عداء                  | مرتبة                 |
| 81                    | Paul Magnier ‏         | 2                     |
| 82                    | Gil Gelders ‏          | 46                    |
| 83                    | Ayco Bastiaens ‏       | 83                    |
| 84                    | Lars Vanden Heede ‏    | 36                    |
| 85                    | Martin Svrček ‏        | 77                    |
| 86                    | Warre Vangheluwe ‏     | 111                   |
| 87                    | Jordi Warlop ‏         | 43                    |

| Lotto LOT | Lotto LOT               | Lotto LOT |
| --------- | ----------------------- | --------- |
| م         | عداء                    | مرتبة     |
| 91        | ارنو دي لاي             | 14        |
| 92        | جاسبر دي بويست          | 59        |
| 93        | Steffen De Schuyteneer ‏ | 91        |
| 94        | Alec Segaert ‏           | 19        |
| 95        | Cédric Beullens ‏        | 58        |
| 96        | برنت فان موير           | 136       |
| 97        | Mathieu Kockelmann ‏     | 102       |

| Team TotalEnergies TEN | Team TotalEnergies TEN | Team TotalEnergies TEN |
| ---------------------- | ---------------------- | ---------------------- |
| م                      | عداء                   | مرتبة                  |
| 101                    | Alexys Brunel ‏         | 70                     |
| 102                    | Sandy Dujardin ‏        | 52                     |
| 103                    | Thomas Gachignard ‏     | 56                     |
| 104                    | Emilien Jeannière ‏     | 3                      |
| 105                    | صموئيل لورو ‏           | 82                     |
| 106                    | أنتوني تورجيس          | 64                     |
| 107                    | Florian Dauphin ‏       | 62                     |

| أونو-إكس موبيليتي ‏ UXM | أونو-إكس موبيليتي ‏ UXM     | أونو-إكس موبيليتي ‏ UXM |
| ---------------------- | -------------------------- | ---------------------- |
| م                      | عداء                       | مرتبة                  |
| 111                    | Erik Resell ‏               | 20                     |
| 112                    | William Blume Levy ‏        | 98                     |
| 113                    | Rasmus Bøgh Wallin ‏        | 90                     |
| 114                    | Stian Fredheim ‏            | 6                      |
| 115                    | Jonas Iversby Hvideberg ‏   | 53                     |
| 116                    | Henrik Pedersen (cyclist) ‏ | 35                     |
| 117                    | Erlend Blikra ‏             | 61                     |

| تيم نوفو نورديسك ‏ TNN | تيم نوفو نورديسك ‏ TNN    | تيم نوفو نورديسك ‏ TNN |
| --------------------- | ------------------------ | --------------------- |
| م                     | عداء                     | مرتبة                 |
| 121                   | Hamish Beadle ‏           | لم يكمل السباق        |
| 122                   | Quinten De Graeve ‏       | 120                   |
| 123                   | Declan Irvine ‏           | 117                   |
| 124                   | Matyáš Kopecký ‏          | 11                    |
| 125                   | Alessandro Perracchione ‏ | لم يكمل السباق        |
| 126                   | Umberto Poli (cyclist) ‏  | لم يكمل السباق        |
| 127                   | Filippo Ridolfo ‏         | 75                    |

| أوسكالتيل أوسكادي ‏ EUS | أوسكالتيل أوسكادي ‏ EUS    | أوسكالتيل أوسكادي ‏ EUS |
| ---------------------- | ------------------------- | ---------------------- |
| م                      | عداء                      | مرتبة                  |
| 131                    | Xabier Isasa ‏             | 125                    |
| 132                    | Andoni López de Abetxuko ‏ | لم يكمل السباق         |
| 134                    | Paul Hennequin ‏           | 105                    |
| 135                    | ESP                       | لم يكمل السباق         |
| 136                    | Xabier Berasategi ‏        | 135                    |
| 137                    | Gotzon Martín ‏            | 37                     |

| Unibet Tietema Rockets ‏ RKT | Unibet Tietema Rockets ‏ RKT | Unibet Tietema Rockets ‏ RKT |
| --------------------------- | --------------------------- | --------------------------- |
| م                           | عداء                        | مرتبة                       |
| 141                         | Axel Huens ‏                 | 21                          |
| 142                         | Davide Bomboi ‏              | 51                          |
| 143                         | Jelle Johannink ‏            | 129                         |
| 144                         | Joren Bloem ‏                | 60                          |
| 145                         | مارتين بودينغ ‏              | 81                          |
| 146                         | Lukáš Kubiš ‏                | 10                          |
| 147                         | Tomáš Kopecký (cyclist) ‏    | 57                          |

| بنجوال باوليز ساوكس دبليو بي ‏ WB2 | بنجوال باوليز ساوكس دبليو بي ‏ WB2 | بنجوال باوليز ساوكس دبليو بي ‏ WB2 |
| --------------------------------- | --------------------------------- | --------------------------------- |
| م                                 | عداء                              | مرتبة                             |
| 151                               | بيير باربييه                      | 87                                |
| 152                               | Jelle Vermoote ‏                   | لم يكمل السباق                    |
| 153                               | Cériel Desal ‏                     | 44                                |
| 154                               | Quentin Bezza ‏                    | 109                               |
| 155                               | لويك فليجن                        | 112                               |
| 156                               | Henri-François Haquin ‏            | 49                                |
| 157                               | Kenneth Van Rooy ‏                 | 67                                |

| سبورت فلاندرين بالويس ‏ TFB | سبورت فلاندرين بالويس ‏ TFB | سبورت فلاندرين بالويس ‏ TFB |
| -------------------------- | -------------------------- | -------------------------- |
| م                          | عداء                       | مرتبة                      |
| 161                        | Jules Hesters ‏             | 16                         |
| 162                        | Tom Crabbe ‏                | 97                         |
| 163                        | Brem Deman ‏                | 86                         |
| 164                        | Ward Vanhoof ‏              | 17                         |
| 165                        | Dylan Vandenstorme ‏        | 39                         |
| 166                        | Noah Vandenbranden ‏        | 94                         |
| 167                        | Victor Vercouillie ‏        | 80                         |

| Israel-Premier Tech IPT | Israel-Premier Tech IPT | Israel-Premier Tech IPT |
| ----------------------- | ----------------------- | ----------------------- |
| م                       | عداء                    | مرتبة                   |
| 171                     | هوغو هوفستيتر           | 7                       |
| 172                     | توم فان أسبروك          | 27                      |
| 173                     | Floris Van Tricht ‏      | 28                      |
| 174                     | Jens Verbrugghe ‏        | 30                      |
| 175                     | Kiaan Watts ‏            | لم يكمل السباق          |
| 176                     | Euan Woodliffe‏          | 118                     |
| 177                     | Dylan Bibic ‏            | لم يكمل السباق          |

| Van Rysel–Roubaix ‏ VRR | Van Rysel–Roubaix ‏ VRR | Van Rysel–Roubaix ‏ VRR |
| ---------------------- | ---------------------- | ---------------------- |
| م                      | عداء                   | مرتبة                  |
| 181                    | Rait Ärm ‏              | 114                    |
| 182                    | Daniel Årnes ‏          | 131                    |
| 183                    | FRA                    | 69                     |
| 184                    | ايمانويل مورين         | 96                     |
| 185                    | بابتيست بلانكايرت      | 32                     |
| 186                    | Valentin Tabellion ‏    | لم يكمل السباق         |
| 187                    | Killian Théot ‏         | 99                     |

| سوبرانو هام ايزوريكس ‏ TIS | سوبرانو هام ايزوريكس ‏ TIS | سوبرانو هام ايزوريكس ‏ TIS |
| ------------------------- | ------------------------- | ------------------------- |
| م                         | عداء                      | مرتبة                     |
| 191                       | تيموثي دوبونت             | لم يكمل السباق            |
| 192                       | Mauro Verwilt ‏            | 29                        |
| 193                       | Alex Vandenbulcke ‏        | 107                       |
| 194                       | Lennert Teugels ‏          | 34                        |
| 195                       | BEL                       | 126                       |
| 196                       | Arne Santy ‏               | 40                        |
| 197                       | Robbe Claeys‏              | 71                        |

| Team Lotto–Kern Haus ‏ LKH | Team Lotto–Kern Haus ‏ LKH | Team Lotto–Kern Haus ‏ LKH |
| ------------------------- | ------------------------- | ------------------------- |
| م                         | عداء                      | مرتبة                     |
| 201                       | Joshua Huppertz ‏          | لم يكمل السباق            |
| 202                       | Joseph Cosgrove‏           | لم يكمل السباق            |
| 203                       | Louis Grupp‏               | لم يكمل السباق            |
| 205                       | Alexandre Kess ‏           | لم يكمل السباق            |
| 206                       | GER                       | 93                        |
| 207                       | Mil Morang ‏               | 88                        |

| بيت سايكلنج ‏ BCY | بيت سايكلنج ‏ BCY      | بيت سايكلنج ‏ BCY |
| ---------------- | --------------------- | ---------------- |
| م                | عداء                  | مرتبة            |
| 211              | Martijn Tusveld ‏      | لم يكمل السباق   |
| 212              | Michiel Coppens ‏      | لم يكمل السباق   |
| 213              | NED                   | لم يكمل السباق   |
| 214              | Robbe Mellaerts‏       | 121              |
| 215              | Mārtiņš Pluto ‏        | 42               |
| 216              | Bram Dissel‏           | 101              |
| 217              | Hidde van Veenendaal ‏ | 115              |

| Illes Balears Arabay Cycling ‏ IBA | Illes Balears Arabay Cycling ‏ IBA | Illes Balears Arabay Cycling ‏ IBA |
| --------------------------------- | --------------------------------- | --------------------------------- |
| م                                 | عداء                              | مرتبة                             |
| 221                               | ESP                               | لم يكمل السباق                    |
| 222                               | ESP                               | لم يكمل السباق                    |
| 223                               | Asier Pablo González‏              | لم يكمل السباق                    |
| 224                               | ESP                               | لم يكمل السباق                    |
| 225                               | Pau Llaneras ‏                     | لم يكمل السباق                    |
| 226                               | ESP                               | 134                               |
| 227                               | ESP                               | 66                                |

| فولكر ويسيلز سيلينج تيم ‏ VWT | فولكر ويسيلز سيلينج تيم ‏ VWT | فولكر ويسيلز سيلينج تيم ‏ VWT |
| ---------------------------- | ---------------------------- | ---------------------------- |
| م                            | عداء                         | مرتبة                        |
| 231                          | Thimo Willems ‏               | لم يكمل السباق               |
| 232                          | Coen Vermeltfoort ‏           | 110                          |
| 233                          | Stijn Daemen ‏                | 104                          |
| 234                          | تيمو دي جونغ ‏                | 79                           |
| 235                          | Jasper Haest ‏                | 65                           |
| 236                          | Max Kroonen ‏                 | لم يكمل السباق               |
| 237                          | Tim Marsman ‏                 | 41                           |

| Diftar Continental Cyclingteam ‏ SWY | Diftar Continental Cyclingteam ‏ SWY | Diftar Continental Cyclingteam ‏ SWY |
| ----------------------------------- | ----------------------------------- | ----------------------------------- |
| م                                   | عداء                                | مرتبة                               |
| 241                                 | Rick Ottema ‏                        | 45                                  |
| 242                                 | Peter Schulting ‏                    | لم يكمل السباق                      |
| 243                                 | Guillaume Visser‏                    | 103                                 |
| 244                                 | Quinten Veling ‏                     | 138                                 |
| 245                                 | Marvin Peters‏                       | 128                                 |
| 246                                 | NED                                 | لم يكمل السباق                      |
| 247                                 | Cas van der Veen‏                    | لم يكمل السباق                      |

## التصنيف العام النهائي
| التصنيف العام         | التصنيف العام      | التصنيف العام           | التصنيف العام | التصنيف العام |
| العداء                | العداء             | الفريق                  | الوقت         |               |
| --------------------- | ------------------ | ----------------------- | ------------- | ------------- |
| 1                     | ماثيو فان دير بيل  | البيسين فينيكس          | 4 س 19 د 39 ث |               |
| 2                     | Paul Magnier ‏      | دكونيك كويك ستب         | + 0 ث         |               |
| 3                     | Emilien Jeannière ‏ | ديركت إينرجي            | + 0 ث         |               |
| 4                     | جينثي بيرمانز ‏     | فورتنيو سامسيك          | + 0 ث         |               |
| 5                     | Lewis Askey ‏       | إف دي جي                | + 0 ث         |               |
| 6                     | Stian Fredheim ‏    | أونو-إكس موبيليتي ‏      | + 0 ث         |               |
| 7                     | هوغو هوفستيتر      | إسرائيل - بريمير تيك    | + 0 ث         |               |
| 8                     | Alessandro Romele ‏ | فريق آستانا             | + 0 ث         |               |
| 9                     | أموري كابيو        | فورتنيو سامسيك          | + 0 ث         |               |
| 10                    | Lukáš Kubiš ‏       | Unibet Tietema Rockets ‏ | + 0 ث         |               |
|                       |                    |                         |               |               |
| مصدر: ProCyclingStats |                    |                         |               |               |

## وصلات خارجية
- الموقع الرسمي
- لمحة عن سباق لو سامين 2025 على موقع  ProCyclingStats   (برو  سايكلنج  ستاتس) - إحصاءات  محترفي  الدراجات.
- لو سامين 2025 على موقع إحصائيات الدراجات الإحترافية (الإنجليزية)